# Алехандро Сабея
Алехандро Сабея (на испански: Alejandro Sabella) е бивш аржентински футболист и треньор.

## Кариера

### Кариера като футболист
Като футболист дебютира през 1974 г. с екипа на Ривър Плейт. След четири сезона преминава в Англия в Шефилд Юнайтед, а след това – Лийдс Юнайтед. Завръща се в Южна Америка през 1987 г. и подписва с Естудиантес. През последвалите два сезона играе във Феро Карил Оесте и мексиканския Ирапуато. През професионалната си активна кариера зиграва над 430 мача, в които бележи 144 гола.

### Национален отбор
Между 1983 и 1984 г. записва 8 мача за националния отбор, но така и не успява да остави сериозна следа в него.

### Кариера като треньор
През треньорската си кариера работи изключително като помощник-треньор в щаба на бившия си съотборник Даниел Пасарела, с който е част от националния отбор на Уругвай, италианския Парма, мексиканския Монтерей, бразилския Коринтианс и Ривър Плейт. През 2009 г. е назначен за старши треньор на Естудиантес, като това е първият ръководен от него отбор. С Естудиантес печели Копа Либертадорес през 2009 г., а година по-късно става шампион на Аржентина.
През 2011 г., след провала на Копа Америка, Сабея е избран за национален селекционер. На Световното първенство през 2014 г. извежда отбора до финала, където губи от Германия след продължения. Непосредствено след финала, Сабея напуска Ла Албиселесте.

## Успехи

### Като футболист:
Ривър Плейт
- Шампион на Аржентина (2): 1975, 1977

 Естудиантес
- Шампион на Аржентина (2): 1982, 1983

### Като треньор:
Естудиантес
- Копа Либертадорес (1): 2009
- Шампион на Аржентина (1): 2010

 Аржентина
- Световно първенство (финалист) (1): 2014